# Otto Östberg
Einar Wilhelm Otto Östberg, född 14 maj 1899 i Landskrona, död 19 februari 1985 i Båstad, var en svensk läkare.
Efter studentexamen i Malmö 1917 blev Östberg medicine kandidat 1921, medicine licentiat 1926 och medicine doktor i Lund 1931 på avhandlingen Studien über die Zitronensäureausscheidung der Menschenniere in normalen und pathologischen Zuständen. Han var docent i praktisk medicin vid Lunds universitet 1934–1938, klinisk laborator och biträdande lärare i medicin där 1935–1938, överläkare vid medicinska kliniken vid Växjö lasarett 1939–1964 och styresman där 1951–1960. Östberg är begravd på Norra kyrkogården i Lund.